# Napaisaurus
Napaisaurus guangxiensis
Genre
Espèce
Napaisaurus est un genre de dinosaures ornithopodes iguanodontiens de la formation Xinlong (en) du Crétacé inférieur du Guangxi, en Chine. Le type et la seule espèce est Napaisaurus guangxiensis.

## Découverte et dénomination
L'holotype de Napaisaurus est un ilion droit et un ischium découverts en 2020. Son mélange de caractères diagnostiqués a conduit Ji & Zhang à le nommer comme nouveau genre et espèce en 2021. Le nom générique fait référence au bassin de Napai (en) dont fait partie la localité de l'holotype, et le nom spécifique fait référence à la province où il a été trouvé.